# Heinrich Nüsser
Heinrich Nüsser, auch Heinrich Nuesser (* 1821 in Düsseldorf; † 19. Juni 1883 ebenda), war ein deutscher Zeichner und Kupferstecher der Düsseldorfer Malerschule.

## Leben

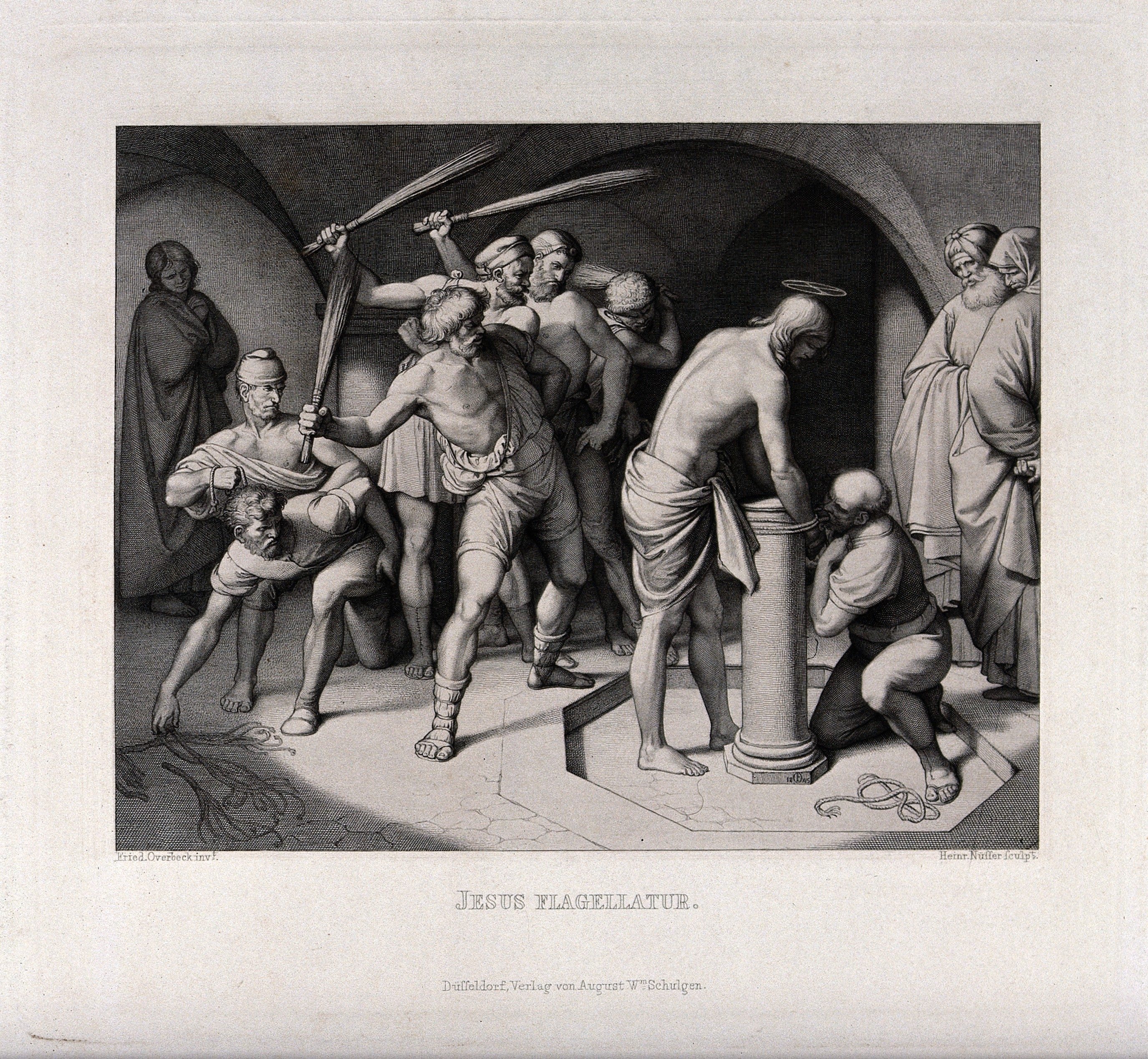
Die Geißelung Christi, nach Friedrich Overbeck

Nüsser studierte von 1837 bis 1850 Mitglied der Kunstakademie Düsseldorf. Dort waren Josef Wintergerst, Rudolf Wiegmann und vor allem der Kupferstecher Joseph von Keller seine Lehrer.
Unter von Kellers Anleitung entstanden Stiche für das Evangelienwerk von Johann Friedrich Overbeck, von denen zum Beispiel Die Geisselung Jesu oder Jesus, gebunden zum Hohenpriester geführt bekannt wurden. Ein weiteres Werk ist der Stich nach Rudolf Jordan Das glückliche Alter, das dieser im Auftrag des Kunstvereins für die Rheinlande und Westfalen ausgeführt hatte. Des Weiteren sind von ihm der Stich Engelständchen nach Theodor Mintrop und ein Blatt aus dem Jahre 1870 Christliche Märtyrer, das er nach Albert Baur ebenfalls für den Kunstverein ausführte, bekannt. Nach Karl Ballenberger fertigte er einen Stich Tod des St. Meinrad. Nüsser arbeitete für den Verein zur Verbreitung religiöser Bilder. Seine Stiche in kleinem Format zeichneten sich durch große Feinheit des Striches aus.
Heinrich Nüsser war Mitglied des Düsseldorfer Künstlervereins Malkasten. Er verstarb 1883 in Düsseldorf.